# SN 2004A
SN 2004A – supernowa typu II-P odkryta 9 stycznia 2004 roku w galaktyce NGC 6207. W momencie odkrycia miała maksymalną jasność 15,70m.